# Chasan Orcujew
Chasan Umarowicz Orcujew (ros. Хасан Умарович Орцуев; ur. 12 maja 1953) – radziecki zapaśnik startujący w stylu wolnym.
Mistrz świata w 1979. Wicemistrz uniwersjady w 1977. Pierwszy w Pucharze Świata w 1979 roku.
Mistrz ZSRR w 1979; drugi w 1977; trzeci w 1978 i 1980 roku.